# Westland Lynx
Der Westland Lynx ist ein britischer Mehrzweckhubschrauber, der vor allem für militärische Zwecke eingesetzt wird.

## Geschichte

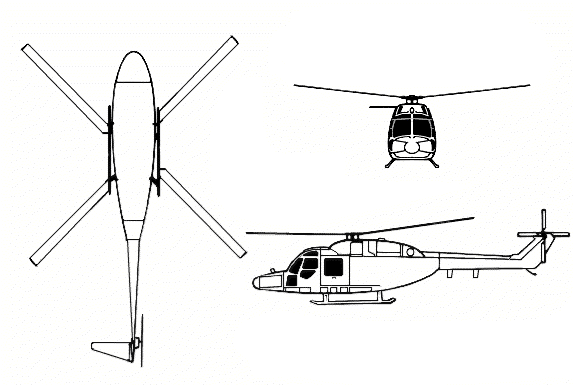
Dreiseiten-Ansicht mit Kufengestell

Der Lynx (englisch für Luchs) wurde von Westland Aircraft (heute AgustaWestland) konstruiert. Die Bauserien Mk.2 und Mk.4 für die französischen Streitkräfte wurden gemeinsam mit Aérospatiale produziert. Der Erstflug fand am 21. März 1971 statt; die ersten Maschinen wurden im Jahr 1977 bei der British Army in Dienst gestellt. Seit 1982 war er bei sämtlichen militärischen Konflikten Großbritanniens im Einsatz.
Im Laufe der Jahre wurden immer modernere Versionen des Lynx gebaut, die ihn auf den aktuellen Stand der Technik brachten. Der Versuch, den Lynx – ursprünglich geplant – auf dem zivilen Markt zu etablieren, hatte nur mäßigen Erfolg. Er wird hier als Sanitätshubschrauber und zum Personentransport benutzt.

## Versionen

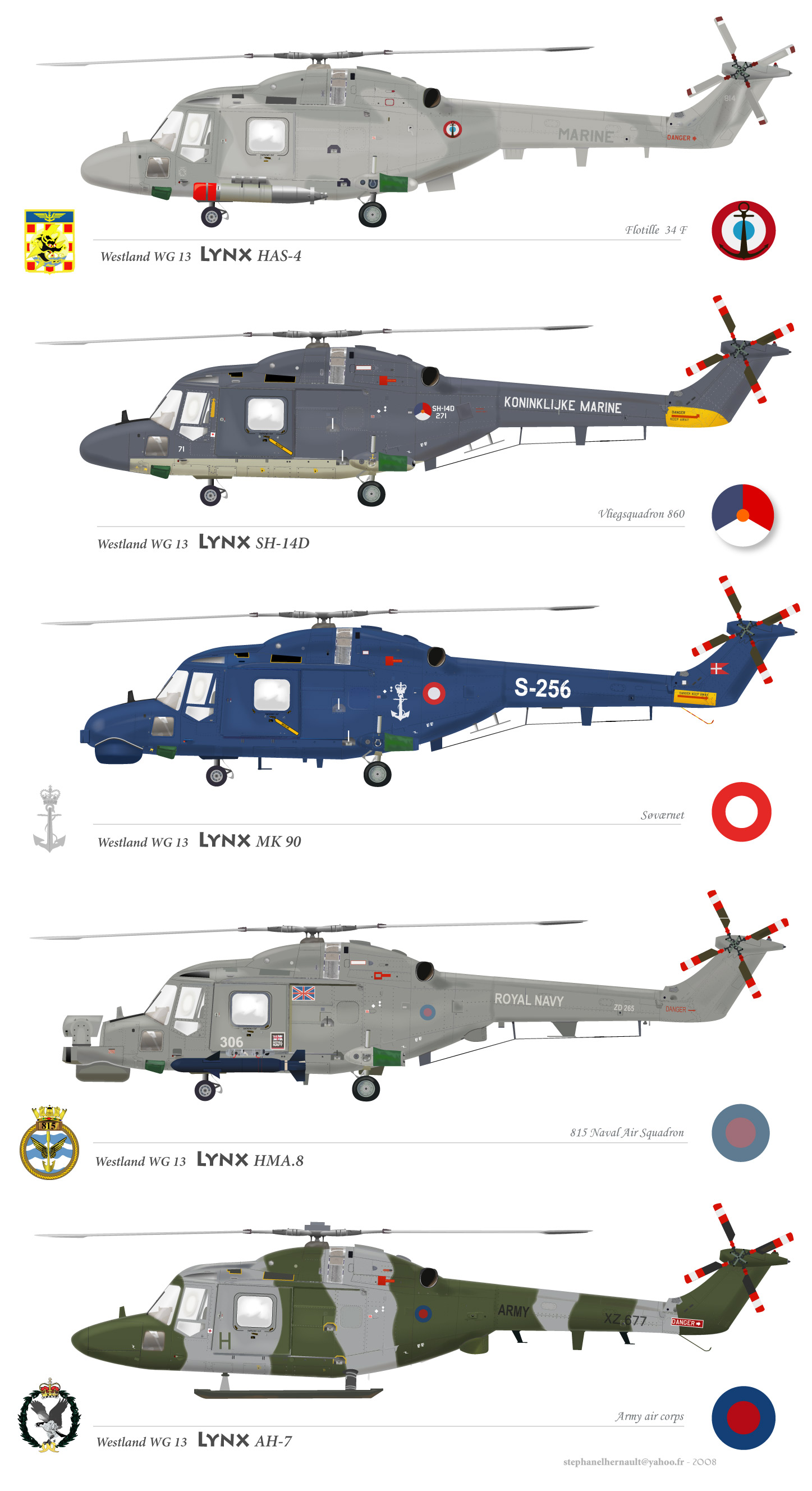
Versionen

Näheres zu den Baureihenbezeichnungen findet sich in den Informationen über das Bezeichnungssystem britischer Luftfahrzeuge. Die folgenden Varianten waren für die Streitkräfte des Vereinigten Königreiches und die des französischen Juniorpartners des ursprünglichen Lynx-Programms vorgesehen:
WG.13
Prototyp
AH.Mk.1
Mehrzweckvariante, ursprünglich für das Army Air Corps der British Army, die für den taktischen Transport, Begleitschutz, Panzerabwehr, Aufklärungsmissionen und die Evakuierung von verletzten Soldaten verwendet wird. Je nach Einsatzart verfügt sie über unterschiedliche Bordausstattungen.
HT.Mk.1
Diese Version auf Basis der AH.1 war als Trainer für die Royal Air Force geplant, wurde aber nicht realisiert.
HAS.Mk.2
Bordhubschrauber, der ursprünglich für den Fleet Air Arm der britischen Royal Navy und die französische Marine nationale gebaut wurde. Der sogenannte Sea Lynx unterscheidet sich von der landgestützten Version äußerlich durch Räder anstelle von Kufen. Für die U-Boot-Jagd ist er mit Stingray-Torpedos und speziellen Sonargeräten ausgestattet. Für den Einsatz gegen Schiffe ist eine Ausrüstung mit Luft-Boden-Raketen vom Typ Sea Skua möglich, wie sie bei der Bekämpfung der irakischen Marine im Zweiten Golfkrieg sehr häufig zum Einsatz kam.
HAS.Mk.3
Modernisierte Version der HAS.Mk.2, in den 1990ern für die Royal Navy gebaut. Hiervon gibt es diverse Untervarianten.
Mk.4(FN)
Modernisierte Version der HAS.Mk.2 für Frankreich.
AH.Mk.5
Modernisierte Version der AH.1 mit stärkeren Triebwerken und Getriebe, von der lediglich zwei Exemplare fertiggestellt wurden (danach wurde bereits die Version AH.7 produziert)
AH.Mk.6
Diese Version mit Fahrwerk, klappbarem Heck und Fanghaken war für die Royal Marines geplant, wurde aber nicht realisiert.
AH.Mk.7
Letzte Armeeversion mit Kufen, mit einigen kleineren Verbesserungen im Bereich des Antriebes gegenüber der AH.Mk.5, 12 neu gebaut und 107 umgebaute AH.Mk.1, Außerdienststellung 2015
HMA.Mk.8
Nochmals systemtechnisch und antriebsseitig deutlich leistungsfähigerer bordgestützter Kampfhubschrauber auf Basis des Super Lynx 100
AH.Mk.9
Der Battlefield Lynx ist die Version der britischen Armee des Super Lynx. Im Gegensatz zu seinen Vorgängern für den Landeinsatz verfügt auch er nun über Räder anstatt Kufen (16 neu gebaut und 8 umgebaute AH.Mk.7)
AH.Mk.9A
Bis 2014 wurden alle 22 AH.9 unter anderem mit neuen Triebwerken CTS800-4N (mit 37 % mehr Leistung) und Vierblatt-Heckrotor ausgerüstet, was den Betrieb unter Hot-and-High-Bedingungen verbessert und die Nutzlastkapazität um eine Tonne erhöht. Der erste modernisierte Lynx AH Mk.9A für die britische Armee hatte am 16. September 2009 seinen Erstflug; die ersten vier Hubschrauber wurden am 19. Januar 2010 in Dienst gestellt. Die Außerdienststellung erfolgte am 16. Januar 2018.
Die Exportversionen begannen ab der Baureihennummer 21; in der Regel erhielt jeder Kunde eine neue Versionsnummer. Im Folgenden ist hier nur die Baureihe für die Deutsche Marine aufgeführt:
Mk.88/Mk.88A
Die heute noch 22 deutschen Luftfahrzeuge, stationiert auf dem Fliegerhorst Nordholz, bestehen aus auf Mk.88A-Standard gebrachten Mk.88 (83+03 bis 83+19). Ursprünglich gab es 19 Mk.88, dazu kamen in einem vierten Los sieben Exemplare neu gebauter Mk.88A (83+20 bis 83+26). Die Mk.88 entsprach im Wesentlichen der HAS.Mk.2. Bis Anfang 2009 wurden die Maschinen mit neuen 12,7-mm-Maschinengewehren vom Typ M3M der belgischen Firma FN Herstal ausgerüstet, die speziell für Hubschrauber entwickelt wurden und sich durch eine große Dauerfeuerspanne von bis zu 600 Schuss auszeichnen. Im September 2014 erklärte die deutsche Marine aufgrund technischer Probleme (Risse am Heck) alle ihre 22 Mk.88 für „nicht flugklar“. Seit Januar 2015 durften die Hubschrauber im eingeschränkten, seit Januar 2017 im voll umfänglichen Flugbetrieb wieder starten.
AW159 Wildcat
Die bisher letzte Weiterentwicklung ist der vormalige „Future Lynx“, der inzwischen als AW159 „Wildcat“ bezeichnet wird. Diese nochmalige Weiterentwicklung des Hubschraubers mit vielen Änderungen – unter anderem Rolls-Royce-CTS800-4N-Triebwerke – wird als neuer Typ klassifiziert, wobei die Versionen wieder mit der Baureihe (Mark) 1 beginnen (in diesem Fall AH Mk.1).

## Technische Daten

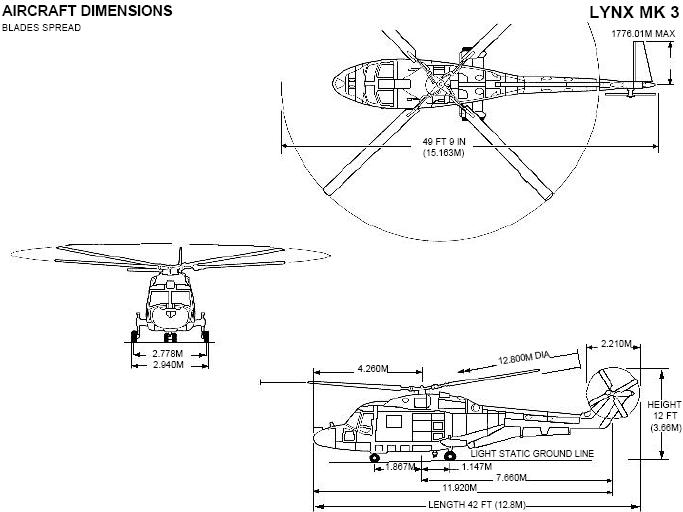
Abmessungen des Mk3

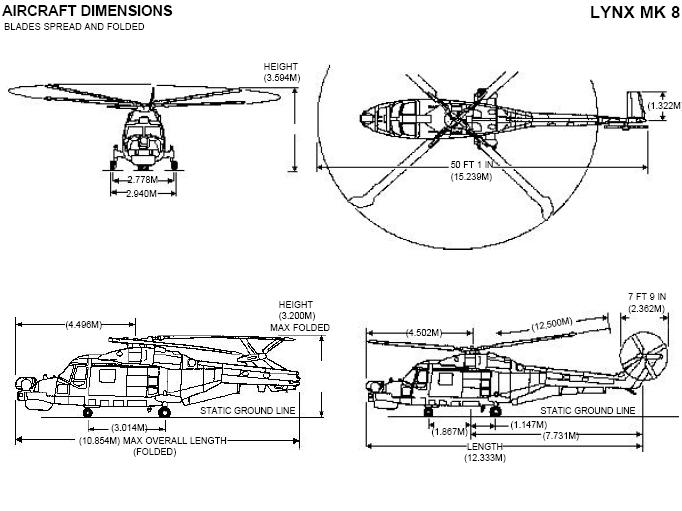
Abmessungen des Mk8

| Daten                         | Lynx AH.Mk.7                                     | Lynx HMA.Mk.8                                              | Lynx AH.Mk.9                                        |
| ----------------------------- | ------------------------------------------------ | ---------------------------------------------------------- | --------------------------------------------------- |
| Rotordurchmesser              | 12,80 m                                          | 12,50 m                                                    | 12,80 m                                             |
| Länge (über drehende Rotoren) | 15,24 m (Rumpflänge: 12,24 m)                    | 15,24 m (Rumpflänge: 12,33 m bzw. 10,85 m gefaltet)        | 15,24 m (Rumpflänge: 12,24 m)                       |
| Höhe                          | 3,60 m (Rotor laufend)                           | 3,20 m (gefaltet)                                          | 3,73 m (gefaltet)                                   |
| Antrieb                       | 2 × Rolls-Royce Gem 41 (je 850 PS Dauerleistung) | 2 × Rolls-Royce Gem BS 360-07-26 (je 900 PS Dauerleistung) | 2 × Rolls-Royce Gem 42-1 (je 1000 PS Dauerleistung) |
| Höchstgeschwindigkeit         | 330 km/h                                         | 295 km/h                                                   | 324 km/h                                            |
| Einsatzgeschwindigkeit        | 232 km/h                                         | 259 km/h                                                   | 256 km/h                                            |
| Reichweite                    | 885 km                                           | 545 km / 1045 km mit Zusatztanks                           | 528 km                                              |
| Steigrate                     | 600 m/min                                        | 660 m/min                                                  | 756 m/min                                           |
| Maximalgewicht                | 4763 kg                                          | 5330 kg (4400 kg leer)                                     | 4876 kg                                             |

## Nutzer
Aufgrund der Einsatzvielfalt des Lynx sowie seiner hohen Zuverlässigkeit und Leistungsfähigkeit war er bei den Streitkräften von 14 Staaten im Einsatz.
Mit rund 180 Exemplaren war das Vereinigte Königreich der größte Nutzer des Lynx in verschiedenen Varianten. Bis 2013 waren auch an verschiedenen Stützpunkten der British Forces Germany (früher British Army of the Rhine) Lynx stationiert. Auch der britische Special Air Service nutzte die Lynx der Army für offene Einsätze als Einsatzhubschrauber neben ihrem Eurocopter Dauphin. Die letzten britischen Lynx wurden 2018 außer Dienst gestellt.
In Deutschland betreibt die Marine seit 1981 insgesamt 22 Hubschrauber der Variante Sea Lynx als Bordhubschrauber auf den Fregatten. Diese waren bis November 2012 dem Marinefliegergeschwader 3 „Graf Zeppelin“, seitdem dem Marinefliegergeschwader 5 zugeordnet und sind beheimatet am Stützpunkt Nordholz bei Cuxhaven. Ab 2025 sollen die Sea Lynx durch 31 Helikopter des Typs NH90 in der Variante NATO Frigate Helicopter (NFH) Sea Tiger ersetzt werden.
Daneben hatten oder haben folgende Staaten den Lynx im Einsatz: Algerien (Marine), Argentinien (Luftwaffe), Brasilien (Marine), Dänemark (Dänische Luftstreitkräfte), Frankreich (Aéronavale), Katar (Qatar Emiri Air Force), Malaysia (Royal Malaysian Navy), Niederlande (Koninklijke Marine), Nigeria (Air Force), Norwegen (Luftforsvaret), Oman (Luftwaffe), Portugal (Luftwaffe), Südafrika (South African Air Force) und Südkorea (Luftwaffe). Die am häufigsten exportierte Variante ist der Sea Lynx.

## Galerie

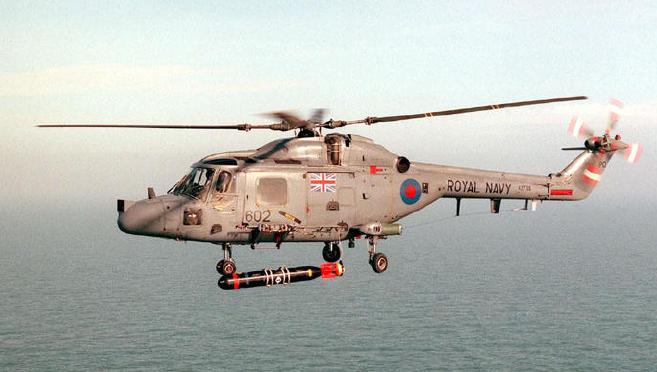
Mk3 der Royal Navy wirft Torpedo ab
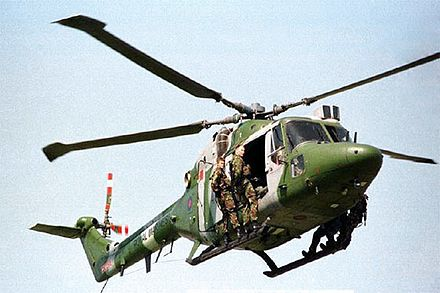
Mk7 der Royal Marines transportiert Soldaten
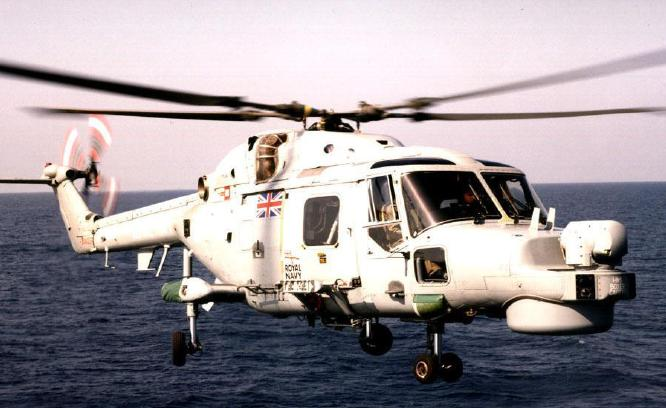
Mk8 der Royal Navy
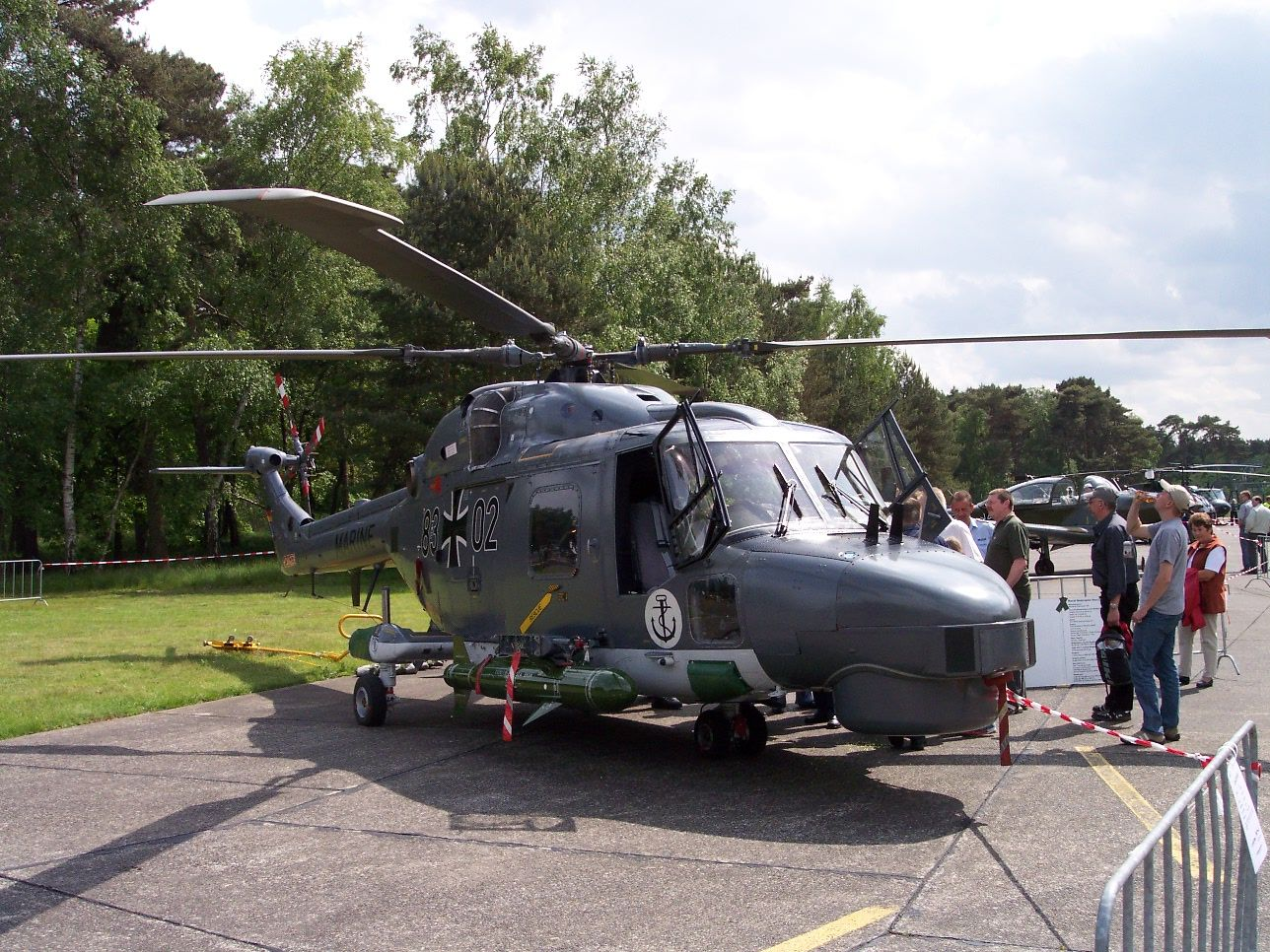
Westland Lynx der Deutschen Marine
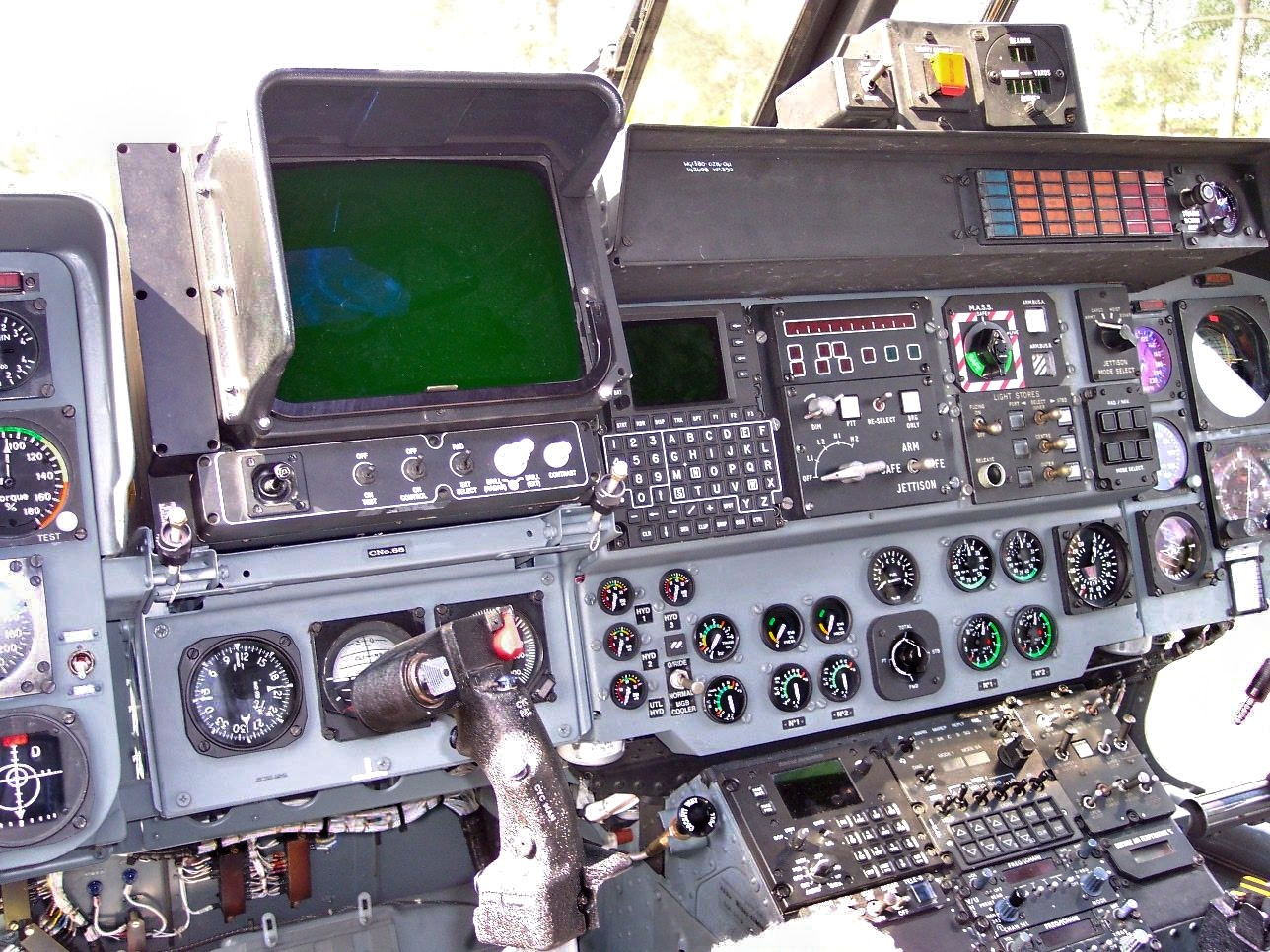
Blick ins Cockpit

## Rekorde
Im Jahr 1972 stellte Roy Maxam in einem Lynx WG.13 mit 331,74 km/h den Geschwindigkeits-Weltrekord über 15 und 25 km auf.
Am 11. August 1986 stellte Trevor Egginton in einem Lynx AH MK.1 der British Army mit 400,87 km/h über eine Strecke von 15 km und 25 km einen neuen Geschwindigkeits-Weltrekord für Hubschrauber auf. Allerdings war der G-LYNX mit Komponenten eines Westland 'Modell 30' modifiziert. Das teilweise restaurierte Fluggerät kann im Museum of Army Flying (Middle Wallop, Hampshire) besichtigt werden.
Am 15. September 2010 wurde der Rekord durch den Flugschrauber Sikorsky X2 zumindest inoffiziell eingestellt. Dabei wurde eine Geschwindigkeit von 463 km/h erreicht.
Am 7. Juni 2013 stellte der Eurocopter X3 (Airbus) mit einer Geschwindigkeit von 255 Knoten (472 km/h) im stabilen Horizontalflug in 10.000 Fuß (3048 m) Höhe über der südfranzösischen Stadt Istres einen neuen Rekord auf.

## Bewaffnung
Beweglich installierte Bewaffnung in der Tür
- 1 × 12,7-mm-Maschinengewehr FN Herstal M3M auf Kugelgelenk mit 110 Schuss Munition

Waffenzuladung von 550 kg an zwei Waffenträgern
Luft-Boden-Lenkwaffen
- 2 × Röhrenstarter für je 4 × Raytheon BGM-71 TOW – drahtgelenkter Panzerabwehrlenkflugkörper

Seezielflugkörper und Torpedos
- 4 × BAe/MBDA Sea Skua / Sea Skua Mk.2 – radargelenkter Seeziellenkflugkörper
- 2 × BAE Systems Stingray, 325-mm-Torpedo
- 2 × Alliant Techsystems Mk.46, 325-mm-Torpedo
- 2 × EuroTorp MU90, 324-mm-Torpedo
- 2 × EuroTorp A244-S, 324-mm-Torpedo

Ungelenkte Luft-Boden-Raketen
- 2 × FN Herstal FZ321-Raketen-Startbehälter mit je 12 ungelenkten Luft-Boden-Raketen, Kaliber 70 mm

Wasserbomben
- 2 × Mk.11 (160-kg-Wasserbombe)

Externe Behälter
- 2 × FN-Herstal HMP-400LC-Behälter mit einem 12,7-mm-FN-Maschinengewehr mit je 400 Schuss Munition
- 2 × Maschinenkanonenbehälter GIAT M621 (POD NC 621 im Kaliber 20 mm) mit je 180 Schuss Munition